# Kostel svatého Jana Křtitele (Lehnice)

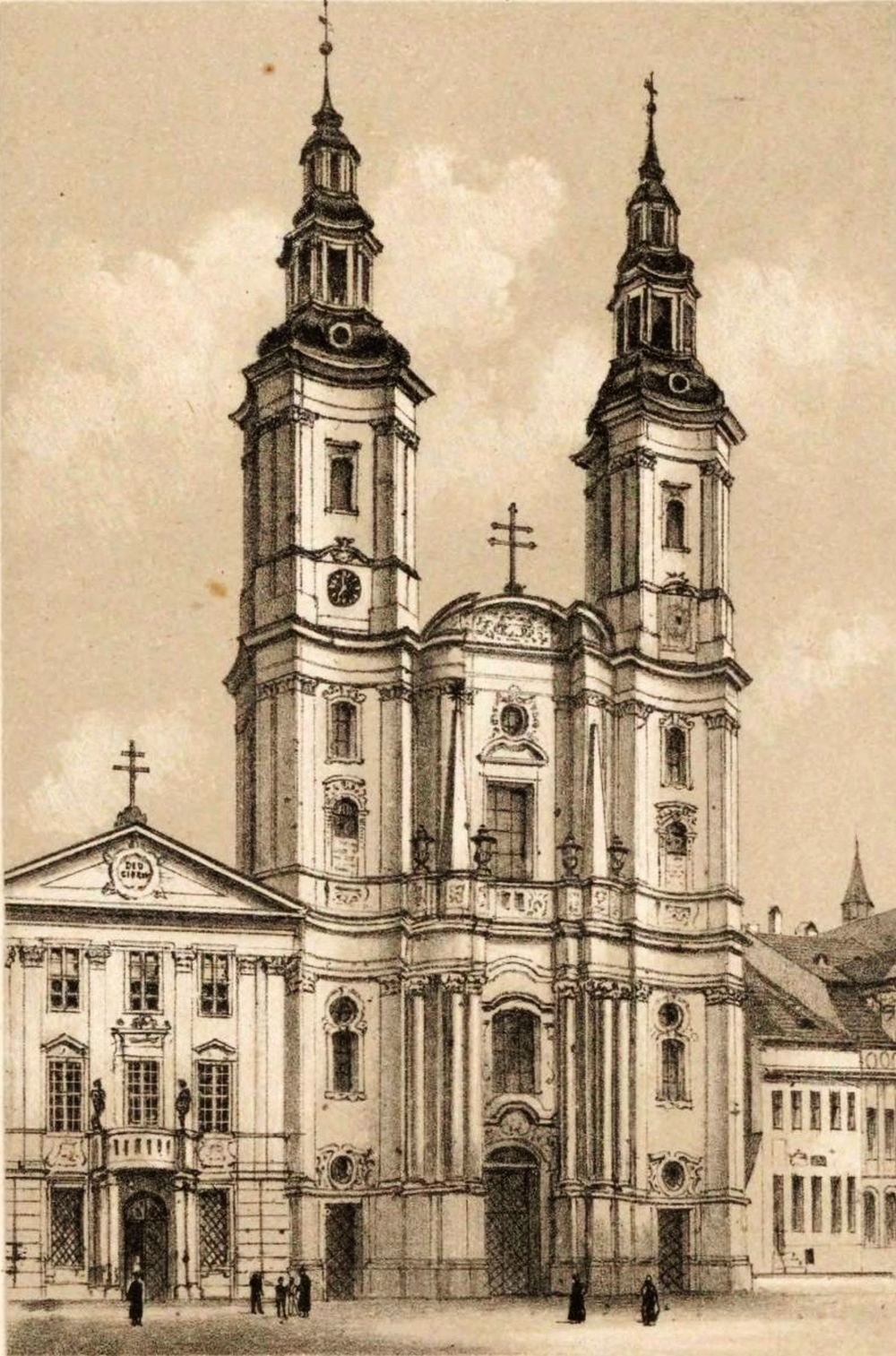
Litografie Roberta Geisslera, 1866–1893

Kostel svatého Jana Křtitele v Lehnici je barokní kostel v Lehnici v Dolnoslezském vojvodství v Polsku, postavený v první polovině 18. století.

## Historie
Počátky kostela sahají do dob krále Kazimíra I. Obnovitele. V roce 1284 patřil již františkánům. V roce 1294 začala stavba cihlového chrámu, financovaného princem Jindřichem V. Tlustým a měšťany z Lehnice. Tato budova byla rozšířena kolem roku 1341 díky podpoře Václava I. z Lehnice. V roce 1522 se chrám dostal do rukou protestantů. Od roku 1548 se kostel stal pohřebištěm (dvorským) a proto se sem byly přesunuty pozůstatky a náhrobky knížat z jiných kostelů v Lehnici, zbořených v 16. století. Od roku 1566 se stal kalvínským chrámem, protože poslední slezští Piastovci toto náboženství přijali. V letech 1677-1679 nechala kněžna Ludvika, matka posledního slezského Piastovce Jiřího Viléma, přestavět kněžiště na rodinné mauzoleum.
Během protireformace byla budova předána jezuitskému řádu, který v letech 1700–1706 zde od západní strany vystavil svou kolej. V roce 1714 byl starý kostel zbořen kvůli nevyhovujícímu technickému stavu. Zachoval se pouze presbytář a mauzoleum Piastovců. Současný chrám byl postaven v letech 1714–1727 na místě starého kostela.
V 18. století byla kostelní budova součástí komplexu budov jezuitské koleje. V roce 1744 byl kostel vážně poškozen během stavební katastrofy, kdy se kvůli konstrukčním chybám zhroutila střešní konstrukce a klenba lodi. Po přestavbě na počátku 19. století sloužil jako chrám římskokatolické farnosti v Lehnici. V roce 1947 byl spolu s přilehlými klášterními budovami předán františkánskému řádu, který napravil válečné škody. V roce 1966 byl chrám poškozen požárem, kdy shořela báň západní věže (byla zrekonstruována v roce 1978). V 60. a 70. letech byl kostel kompletně zrekonstruován. V roce 1969 byla na západní straně přidána větší sakristie a v roce 1979 byl renovován interiér. V letech 1981–1982 byla obnovena fasáda a střecha byla pokryta mědí.

## Popis
Je to barokní kostel, postavený na obdélníkovém půdorysu. Na jižní straně má monumentální dvouvěžovou fasádu a půlkruhovou apsidu na severní straně. Chrám je 60 metrů dlouhý, 30 metrů široký a hlavní loď je 25 metrů vysoká.
Kostel má jednu hlavní loď s řadami kaplí otevřených dovnitř. Hlavní oltář v kostele pochází z let 1880–1881. Byl zhotoven v novorenesančním stylu a doplněn sochami a plastikami z 18. století. Boční oltáře umístěné v kaplích pocházejí z bývalých bernardinských a benediktinských klášterních kostelů v Lehnici. Kazatelna je barokní z 18. století; varhany z roku 1858; křtitelnice z roku 1912.

S východní stěnou chrámu sousedí bývalé kněžiště gotického kalvínského kostela, který od 16. století sloužil jako pohřebiště Piastovců a v letech 1677–1679 byl Ludvikou z Anhalt-Dessau přestavěn na mauzoleum posledních knížat z Lehnice a Brzegu.

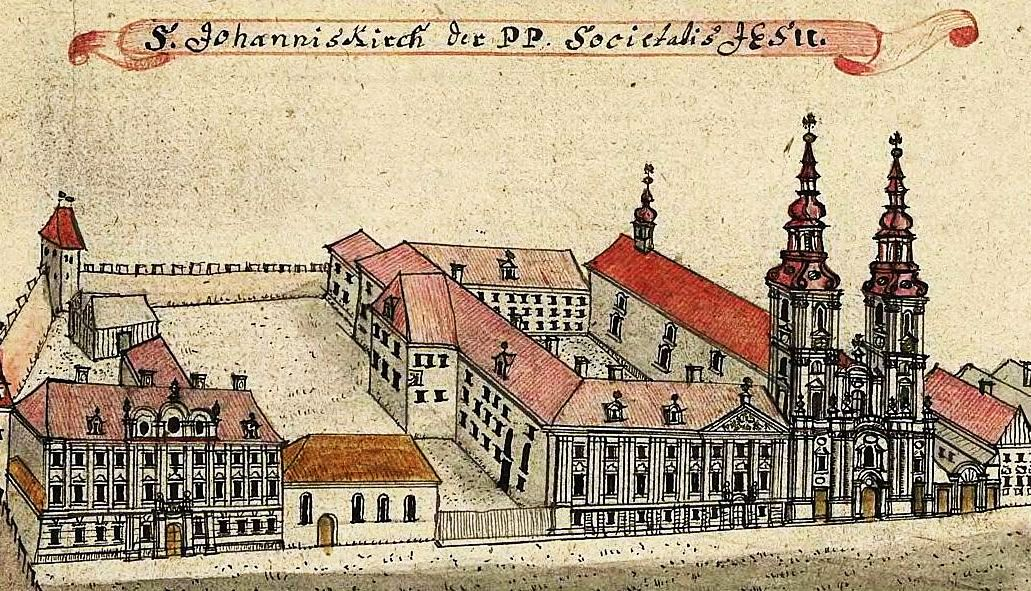
Kostel svatého Jana Křtitele a jezuitská kolej na rytině Friedricha Bernharda Wernera, kolem 1750–1775
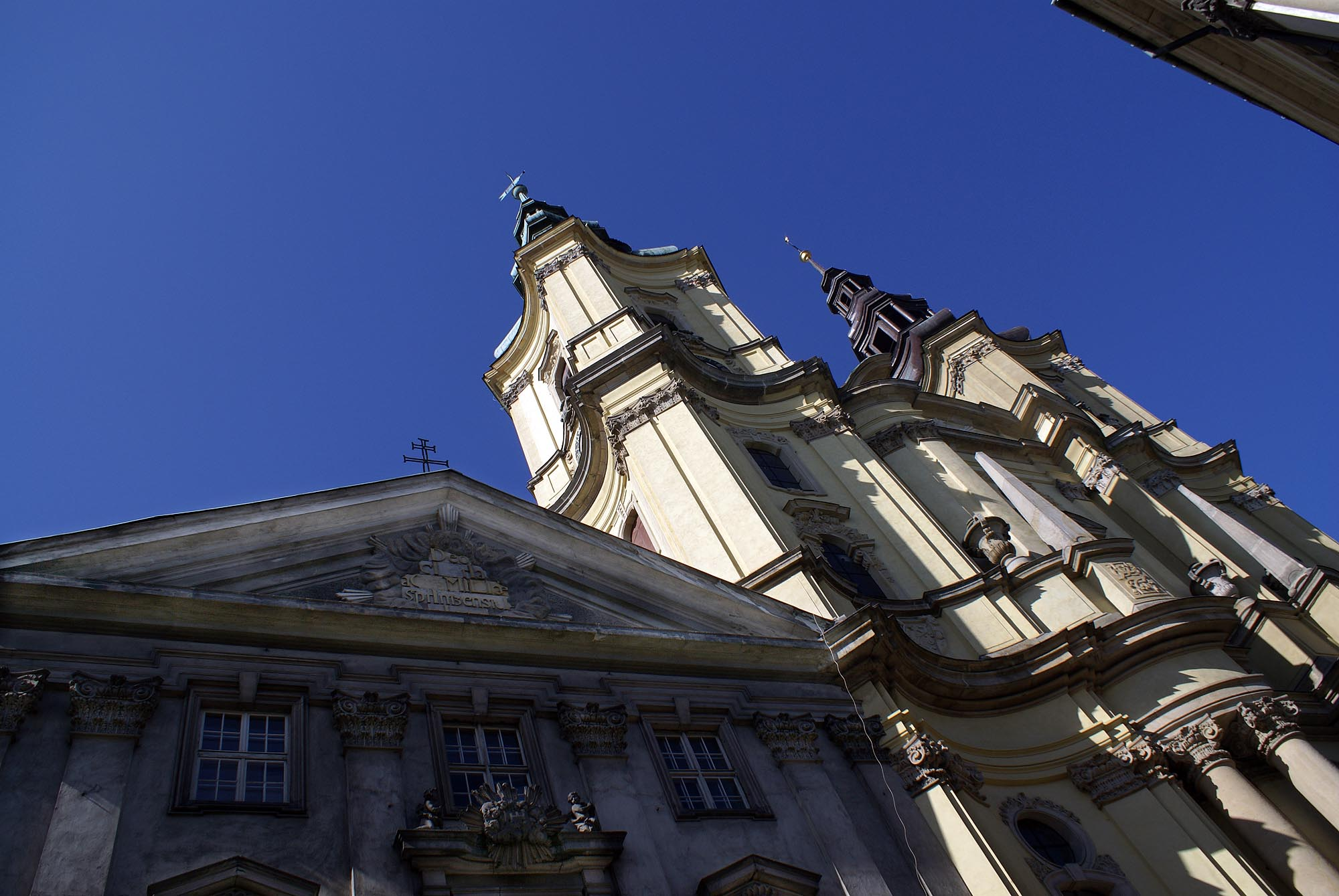
Barokní fasáda chrámu – současný pohled
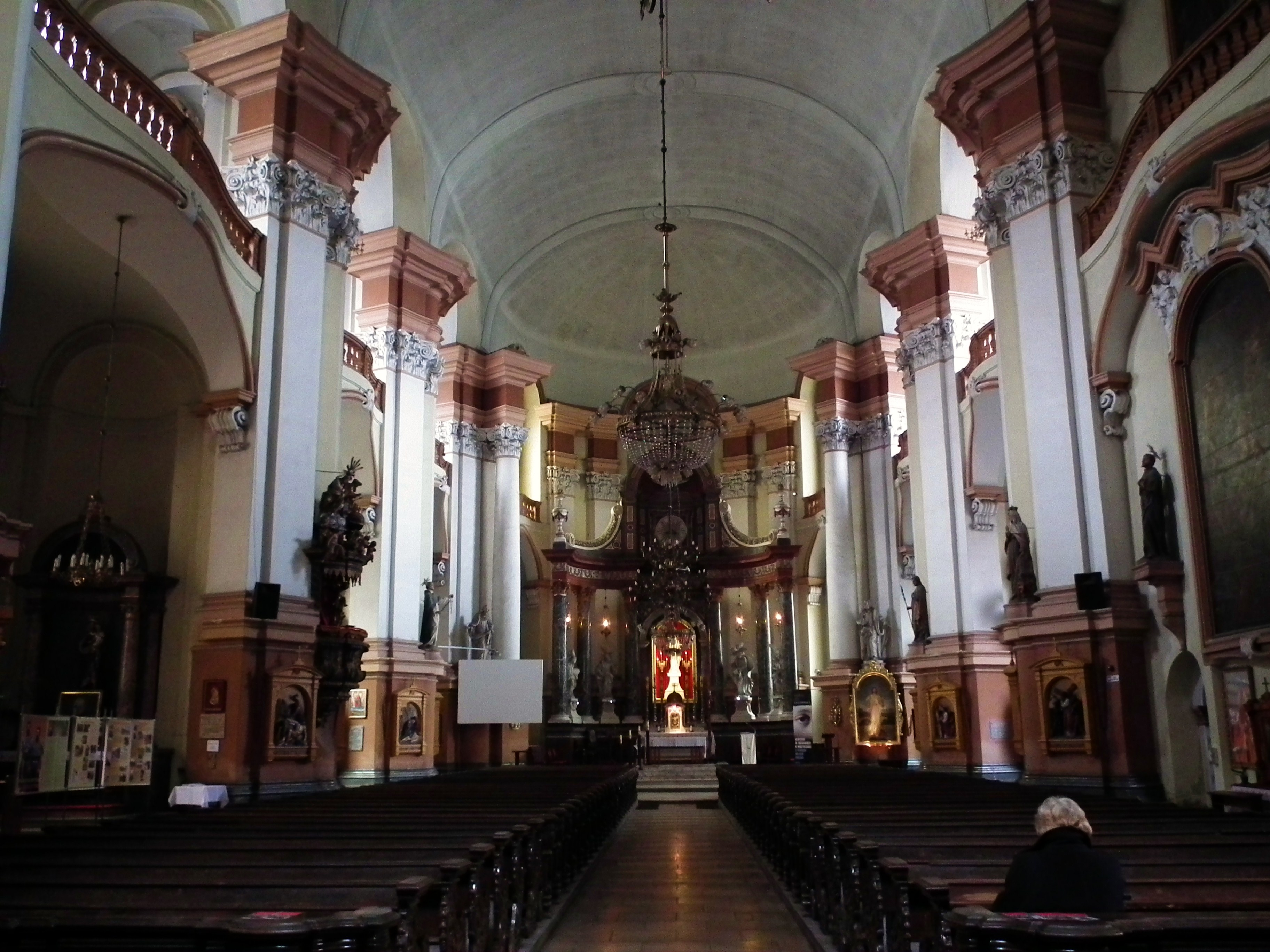
Interiér